# Имоджин Кока
Имоджин Кока (на английски: Imogene Coca, родена Emogeane Coca) е американска комедийна актриса, известна най-вече с ролята си в телевизионното предаване „Шоу на шоутата“. Започва кариерата си във водевили като дете акробат, а по-късно учи балет и мечтае за сериозна кариера в областта на музиката и танците. Едва на 40 става комедийна актриса в телевизията с участието си в много успешни телевизионни програми от 1940-те до 1990-те.
Номинирана е общо за шест Еми награди, като последната ѝ номинация е на 80. Печели наградата за най-добра актриса през 1951 г. Кока е номинирана за награда Тони през 1978 г. Има два брака, но няма деца. Умира на 92 години. Има звезда на Алеята на славата.